# Sabotage des gazoducs Nord Stream
Le sabotage des gazoducs Nord Stream (Северный поток) a lieu le 26 septembre 2022 en mer Baltique, occasionnant d'importantes fuites de gaz. La première, sur Nord Stream 2 est découverte au sud-est de l'île danoise de Bornholm. Plusieurs heures plus tard, deux autres fuites sont découvertes sur Nord Stream 1 au nord-est de l'île. Il s'agit de l'attaque la plus importante contre les infrastructures européennes depuis la Seconde Guerre mondiale,,,.
L'identité du ou des auteurs de ce sabotage fait toujours l'objet de spéculations. Néanmoins, à partir de mars 2023, la majorité des sources de presse dévoile que les agences de renseignement occidentales soupçonnent un commando ukrainien d'être responsable de l'attaque.

## Déroulement

Fuites détectées par le satellite européen Sentinel-2.

Le 26 septembre 2022, en mer Baltique, deux explosions occasionnent d'importantes fuites de gaz. La première, sur Nord Stream 2 est découverte au sud-est de l'île danoise de Bornholm. Plusieurs heures plus tard, deux autres fuites sont décelées sur Nord Stream 1 au nord-est de l'île,. Les fuites sont situées dans les eaux internationales (ne faisant pas partie de la mer territoriale d'une nation), mais dans les zones économiques du Danemark et de la Suède.
La Commission géologique du Danemark et du Groenland déclare qu'un sismographe à Bornholm a montré deux pics le 26 septembre 2022 : le premier à 2 h 3 (UTC+01:00) avait une magnitude de 2,3 et le second à 19 h 3 avait une magnitude de 2,1. Des données similaires sont fournies par un sismographe à Stevns et par plusieurs sismographes en Allemagne, en Suède (aussi loin que la station de Kalix), en Finlande et en Norvège. Les données montrent que les tremblements se sont produits près des endroits où les fuites ont été découvertes plus tard. À peu près à la même période, des pertes de pression dans les pipelines sont enregistrées en Allemagne,.
Après le rapport initial de l'Allemagne sur la perte de pression dans Nord Stream 2, une fuite de gaz du pipeline est découverte par une unité d'intervention d'interception danoise F-16 au sud-est de Dueodde (en), à Bornholm,. Citant un danger pour la navigation, l'Autorité maritime danoise (en) ferme la mer à tous les navires dans une zone de 5 milles marins (9,26 km) autour du site de la fuite et conseille aux avions de rester à au moins 1 000 m au-dessus. Le gazoduc, qui n'était pas opérationnel, avait été rempli de 300 millions de mètres cubes de gaz en vue de ses premières livraisons.

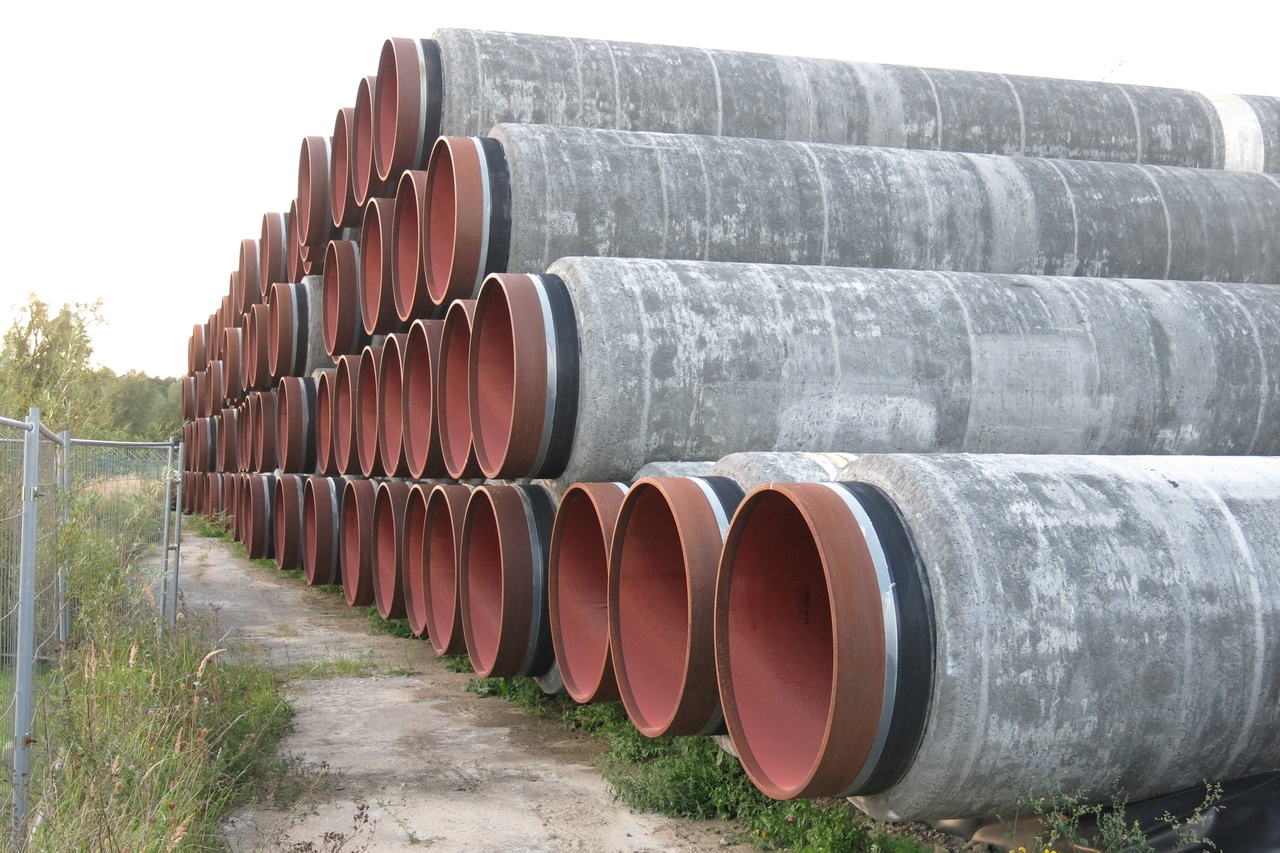
Empilement de canalisations composant la canalisation du Nord Stream 2, en acier avec enveloppe en béton.

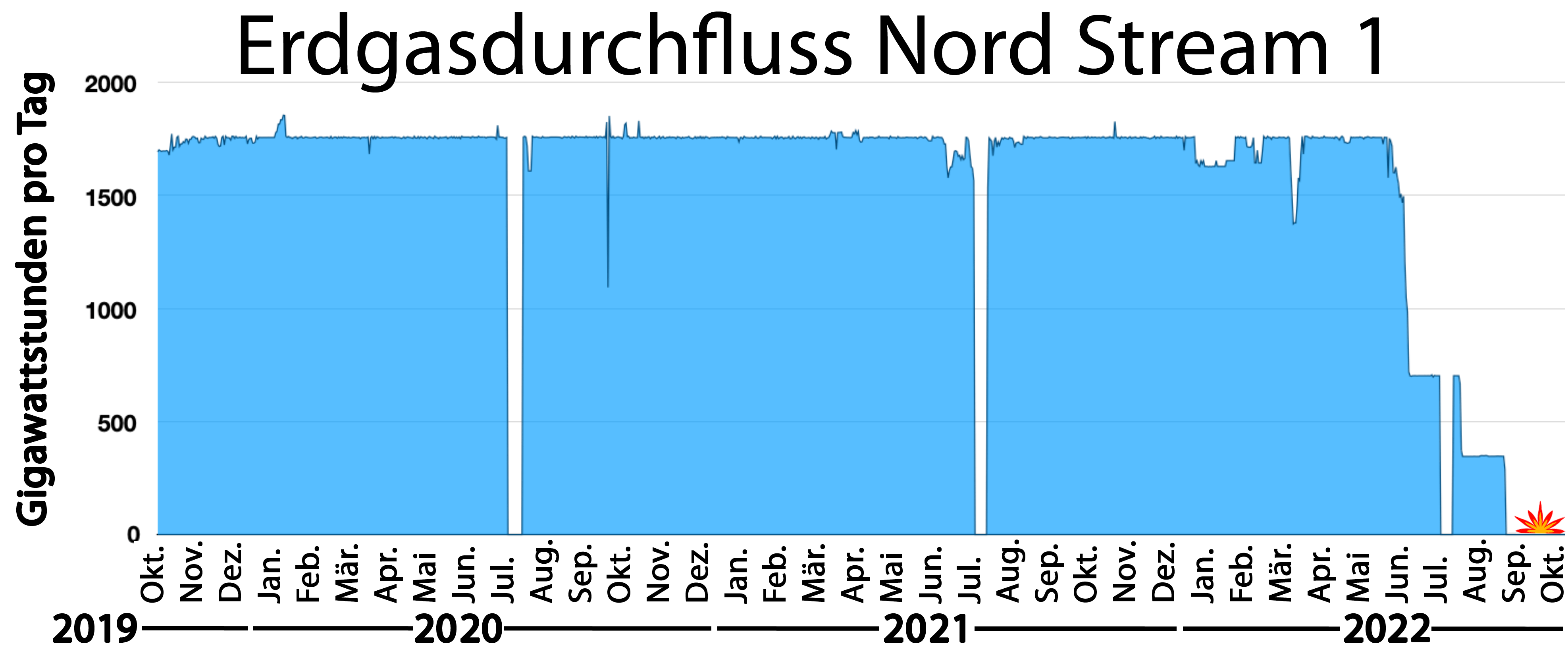
Flux de gaz dans les pipelines. Au moment du sabotage, la livraison était déjà terminée. Mais les canalisations étaient toujours sous pression.

Quelques heures plus tard, après que l'Allemagne a signalé une perte de pression dans le Nord Stream 1, une deuxième et une troisième fuite de gaz sont découvertes sur ce pipeline par les autorités suédoises. Bien qu'aucun pipeline n'ait livré des fournitures à l'Europe, les deux ont toujours été remplis de gaz. Chaque ligne du pipeline se compose d'environ 100 000 tuyaux en acier revêtus de béton de 24 tonnes posés sur le fond marin. Les pipelines ont un diamètre interne constant de 1,153 m, selon Nord Stream. Les sections se trouvent à une profondeur d'environ 80 à 110 m.
La défense danoise publie une vidéo de la fuite de gaz sur son site Web montrant qu'au 27 septembre, la plus grande des fuites crée des turbulences à la surface de l'eau d'environ un kilomètre de diamètre. La plus petite fuite fait alors un cercle d'environ 200 m de diamètre.

### Cause
Lors d'un point de presse le 27 septembre, la Première ministre danoise Mette Frederiksen déclare que les fuites ont été causées par des actions délibérées et non par des accidents ; elle précise que des explosions ont été enregistrées. Peu de temps après, la Première ministre suédoise Magdalena Andersson déclare qu'il s'agit probablement d'un sabotage et mentionne également ces détonations. Plus tôt, plusieurs commentateurs suggèrent que les circonstances entourant les fuites semblent suspectes et qu'il s'agit peut-être d'actes de sabotage,,,.
Le Geological Survey of Denmark déclare que les tremblements détectés auparavant étaient différents de ceux enregistrés lors de tremblements de terre, mais similaires à ceux venant d'explosions. Le radiodiffuseur de service public suédois SVT rapporte que des stations de mesure en Suède et au Danemark ont enregistré de fortes explosions sous-marines près des pipelines Nord Stream. Björn Lund, professeur agrégé en sismologie au réseau sismique national suédois (SNSN) déclare d'ailleurs qu'« il ne fait aucun doute qu'il s'agissait d'explosions. » Le président du Conseil des ministres polonais, Mateusz Morawiecki, souligne le sabotage.
Le Kremlin déclare qu'il n'excluait pas le sabotage comme raison des dommages aux pipelines. Dmitri Peskov, porte-parole du gouvernement russe, déclare : « Nous ne pouvons exclure aucune possibilité pour le moment. De toute évidence, il y a une sorte de destruction du tuyau. Avant les résultats de l'enquête, il est impossible d'exclure toute option. »[Passage à actualiser]

### Enquêtes
Le lendemain des fuites, la police suédoise ouvre une enquête sur l'incident, le qualifiant de « sabotage majeur ». L'enquête est menée en coopération avec d'autres autorités compétentes ainsi qu'avec les services de sécurité suédois. Une enquête similaire est ouverte au Danemark. Les deux nations sont en contact étroit, mais également avec d'autres pays de la région de la Baltique et de l'OTAN. Étant donné que cet incident s'est produit dans les eaux internationales (eaux ne dépendant territorialement d'aucune nation, bien qu'elles soient situées dans les zones économiques danoise et suédoise), ni le Premier ministre du Danemark, ni la Première ministre suédoise ne le considèrent comme une attaque contre leur nation.
Le consortium Nord Stream (dont Gazprom est l'actionnaire majoritaire), mène également une enquête.
Dans un communiqué commun remis au Conseil de sécurité des Nations unies, les autorités danoises et suédoises estiment, le 30 septembre, que les quatre fuites constatées sur les gazoducs Nord Stream 1 et 2 sont dues à des explosions sous-marines correspondant à l’usage de « centaines de kilos » de TNT. Le 6 octobre, dans le cadre de leur enquête, les autorités danoises annoncent avoir inspecté le site de l'incident et collecté des « pièces à conviction ».
Un tronçon d’au moins 50 mètres du gazoduc Nord Stream 1 est manquant à la suite du sabotage.
Le 18 novembre, le procureur chargé de l'enquête suédoise annonce que des traces d'explosifs ont été trouvées, ce qui confirme la thèse du sabotage.
Les tuyaux étant installés à une profondeur de 70 à 90 mètres, les fuites font l'objet d'une enquête pour déterminer si les explosifs ont pu être posés par des sous-marins ou des plongeurs-démineurs. Cependant, les quantités nécessaires pour provoquer de telles explosions rendent cette thèse peu réaliste. En revanche, des experts suggèrent que des robots opérant sur l’installation du pipeline auraient pu déposer les bombes, durant une opération de maintenance. Si cette hypothèse venait à être confirmée, la complexité d’une telle opération dirigerait les soupçons vers des acteurs étatiques.
Début février 2023, les enquêteurs allemands annoncent ne posséder aucune preuve que la Russie soit à l'origine des explosions sur les gazoducs Nord Stream 1 et 2, insistant sur le fait que l'enquête est encore en cours.
En mars 2023, le New York Times affirme que, selon certaines sources américaines, le sabotage aurait été commis par un groupe pro-ukrainien,. Selon The Times, les agences de renseignement occidentales ont presque immédiatement déterminé que les explosions du Nord Stream ont été orchestrées par des personnes ayant des liens avec l'Ukraine, mais ont choisi de dissimuler cette information afin d'éviter une querelle diplomatique entre Kiev et Berlin. Une délégation scandinave a ainsi appris une semaine après l'attaque, qu'elle a été mise en scène « par une entreprise privée originaire d'Ukraine ». « Le nom du sponsor privé présumé [de l'attaque]... circule dans les cercles du renseignement depuis des mois mais n'a pas été révélé », indique le rapport. Sans publier aucun nom, The Times identifie le coupable comme étant un Ukrainien non affilié au gouvernement de Kiev,.
Selon la chaîne de télévision allemande ARD et le journal Die Zeit, l'attentat aurait été perpétré par cinq hommes et une femme munis de faux passeports, à bord d'un « yacht loué à une société basée en Pologne et appartenant apparemment à deux Ukrainiens ». Le ministre allemand de la Défense Boris Pistorius appelle à ne pas tirer de conclusions hâtives, estimant probable qu'il s'agisse d'une « opération sous un faux drapeau mise en scène pour accuser l'Ukraine ».
En juin 2023, il est révélé que les responsables du renseignement néerlandais avaient partagé des informations avec la CIA en juin 2022 après avoir appris que l'armée ukrainienne prévoyait une opération utilisant des plongeurs pour faire sauter l'un des gazoducs. L'information initiale fournie par les Néerlandais, selon des responsables américains, était que l'Ukraine avait déjà reconsidéré et annulé l'opération,,,. À la suite de quoi la CIA avait informé durant l'été 2022 les responsables ukrainiens de ce qu'elle avait appris et aurait renforcé son objection à une telle opération. Selon le New York Times, les responsables américains ont pensé ensuite que l'opération n'avait pas été avortée mais retardée, potentiellement avec un autre groupe aligné sur l'Ukraine qui l'a mené. Toujours selon le quotidien, les agences de renseignement américaines pensent maintenant que l'opération a été menée au moins sous la direction lâche du gouvernement ukrainien, mais ne savent pas exactement qui a planifié l'opération. La CIA n'a pas été en mesure de corroborer les informations que les Néerlandais leur ont fournies, mais a néanmoins averti le gouvernement allemand que les pipelines pourraient être attaqués,.
En août 2023, une enquête conjointe menée par la chaîne publique ZDF et l’hebdomadaire Der Spiegel après six mois de recherches, étaye la piste ukrainienne,,. L'enquête montre notamment que les saboteurs du gazoduc Nord Stream auraient fui vers l’Ukraine après l’attaque. Selon un rapport préliminaire publié le 25 août, des experts de l'Office fédéral de la police criminelle et de la police fédérale allemande sont arrivés à la conclusion que les suspects se trouvaient en Ukraine avant et après l'acte de sabotage et qu'ils communiquaient à partir de ce pays.
Selon le magazine, enquêteurs et agents soupçonnent désormais qu'un commando ukrainien est responsable de l'attaque contre les infrastructures énergétiques allemandes. Inversement, il n’existe aucune preuve d’une opération dite « sous fausse bannière » menée par Moscou, au cours de laquelle la Russie aurait déclenché les explosions et délibérément tracé une fausse piste vers l’Ukraine. Par ailleurs, et toujours selon Der Spiegel, l'opération aurait été menée à l'insu du président ukrainien Volodymyr Zelensky.

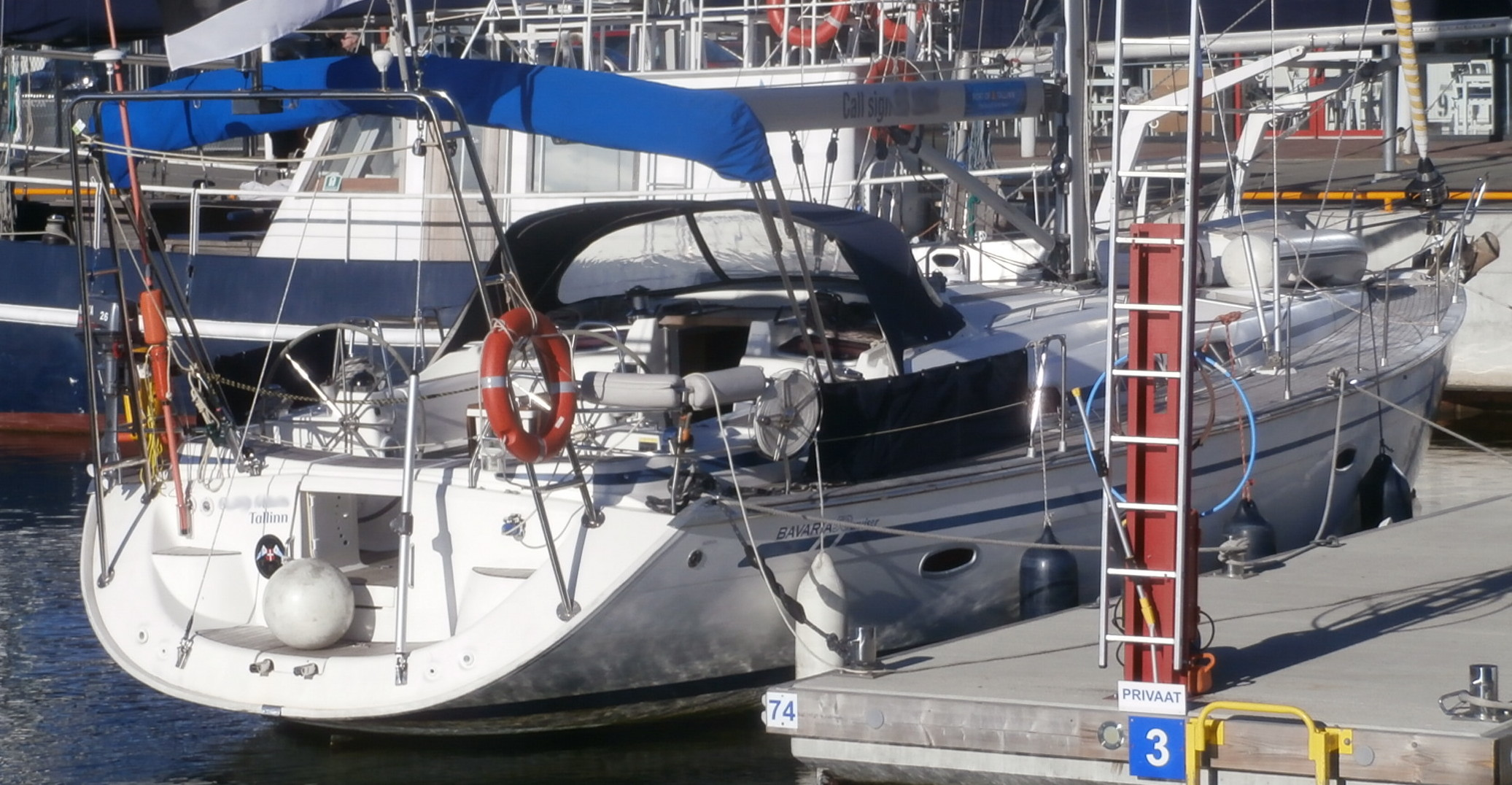
L'Andromeda : un Bavaria C50 de 15 m.

Le 11 novembre 2023, le Washington Post révèle l'identité de l'officier ukrainien qui aurait coordonné l'opération. L'enquête conjointe du Washington Post et du Spiegel avance que le commandant des forces spéciales ukrainiennes, Roman Tchervinski, a été le « coordinateur » du sabotage. Selon les deux titres de presse, celui-ci a supervisé la logistique et encadré une équipe de six personnes qui a loué un voilier baptisé L'Andromeda sous de fausses identités et utilisé du matériel de plongée pour placer des charges explosives sur les gazoducs. Le voilier a été loué dans le port allemand de Rostock, il a ensuite été repéré une première fois à proximité de la zone de Christiansoe, puis a fait une escale en Pologne avant de revenir sur la zone. Selon des analyses de la police scientifique, il y a des traces d'un puissant explosif à bord. Le voilier a été loué par un homme d'affaires ukrainien, Rustem Abibulayev, à travers la société polonaise Feeria Lwowa, l'équipage était muni de faux passeports bulgares et roumains. Le Washington Post soutient qu'il n'a ni planifié l'opération ni agi seul, mais a reçu ses ordres de responsables ukrainiens plus haut placés. Le rapport de la CIA sur lequel se fonde l'article affirme lui aussi que l'organisation du sabotage aurait volontairement été cachée à Volodymyr Zelensky et placée sous l'égide de Valeri Zaloujny, commandant en chef des forces armées d'Ukraine. En février 2024, Valeri Zaloujny a été écarté de l’état-major puis il a été nommé ambassadeur d’Ukraine au Royaume-Uni.
Le 7 février 2024, l'enquête en Suède se termine sans aucune poursuite. « La conclusion de l’enquête est qu’elle n’est pas du ressort de la juridiction suédoise », a déclaré le procureur suédois, ajoutant que « rien ne montre que la Suède ou des citoyens suédois aient été impliqués dans cette attaque qui s’est déroulée dans les eaux internationales ». À l'issue de cette décision, les autorités russes ont salué le verdict suédois. Le parquet suédois précise également avoir coopéré avec la justice allemande et lui avoir remis des documents.
En mars 2024, une enquête de la radio France Info met nommément en cause l'ambassadeur d'Ukraine à Londres, Valeri Zaloujny, comme organisateur du sabotage.
En juin 2024, le parquet fédéral allemand émet un mandat d'arrêt européen à l'encontre du moniteur de plongée ukrainien Volodymyr Z., accusé d'être impliqué, avec deux autres plongeurs ukrainiens, présentés comme Jevhen U. et Svitlana U., dans le sabotage des gazoducs. Le trio aurait posé les explosifs à l'intérieur de L'Andromeda. Volodymyr Z., dont la dernière adresse connue est à Pruszków, en Pologne, aurait depuis quitté le pays,.
Le 14 août 2024, The Wall Street Journal, sur la base de déclarations des participants à l'opération de sabotage, décrit la séquence des événements : l’explosion du gazoduc Nord Stream en septembre 2022 a été discuté pour la première fois par un groupe d’hommes d’affaires et de responsables militaires ukrainiens lors d’une fête. Dans une large mesure, les conclusions du Wall Street Journal correspondent aux conclusions de l’enquête allemande sur le sabotage. Selon les participants, l'ensemble de l'opération a coûté environ 300 000 dollars, fournis par des hommes d'affaires ukrainiens. Selon quatre sources, le président Volodymyr Zelensky aurait initialement accepté le plan d’action. Mais le projet a ensuite été révélé par l'agence de renseignement néerlandaise MIVD, qui en a informé la CIA américaine. Elle voulait que le président annule le projet. Zelensky a fait marche arrière et a donné l’ordre d’arrêter le projet. Le commandant suprême des forces armées ukrainiennes de l'époque, le général Valeri Zaloujny, dont le projet relevait de sa compétence, aurait ignoré cet ordre et son équipe aurait modifié le plan initial,,,.

### Spéculations sur d'autres auteurs potentiels

#### Russie

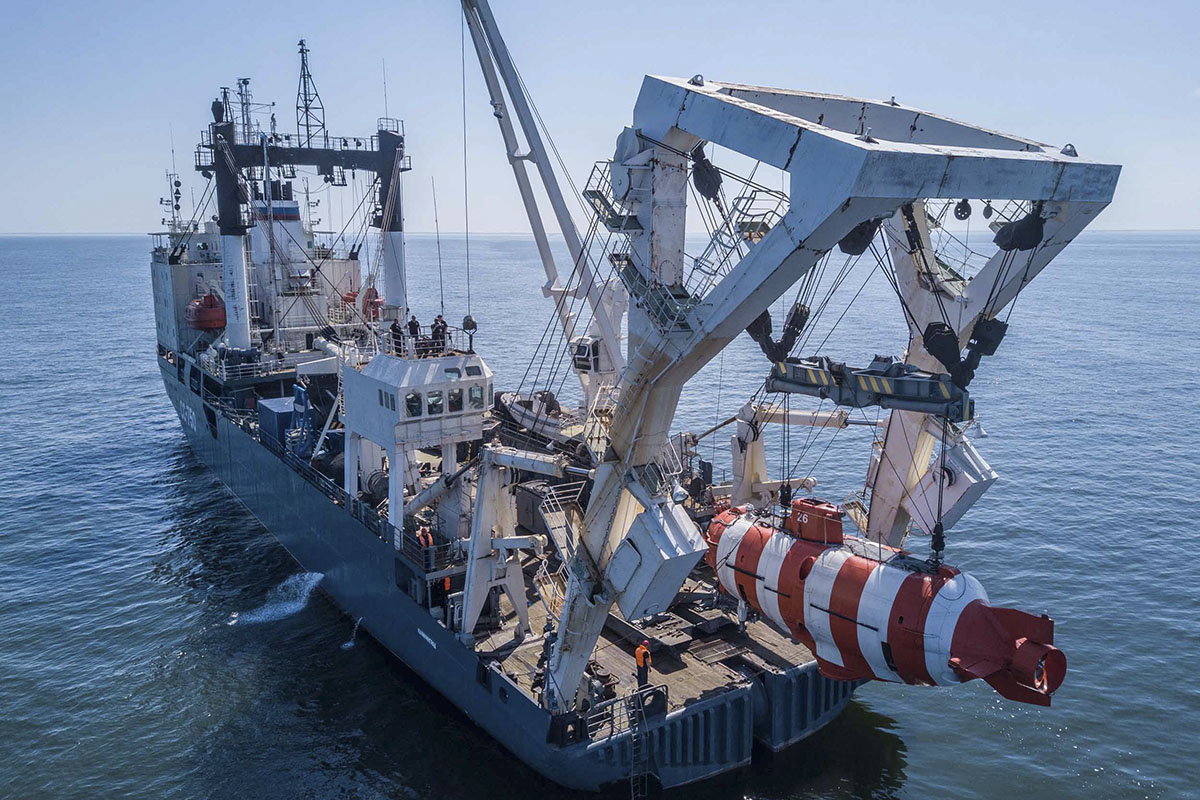
Le SS-750 avec son mini-sous-marin AS-26 Priz a été observé autour du site du sabotage quatre jours avant qu'il ne se produise.

Le conseiller présidentiel ukrainien Mykhaïlo Podoliak déclare qu'il s'agit « d'une attaque terroriste planifiée par la Russie et d'un acte d'agression contre l'UE ». L’hypothèse d’une attaque commanditée par la Russie est fortement envisagée, selon une source proche du gouvernement allemand citée par Der Tagesspiegel : « une telle manœuvre pourrait permettre à Moscou de semer un peu plus l’inquiétude, voire de faire flamber à nouveau les prix du gaz, afin d’envenimer la crise énergétique, qui s’était légèrement apaisée ces derniers temps », mais, cependant, les réparations coûteuses des gazoducs incombent à la Russie et les gazoducs étaient à l’arrêt de toute façon, il est donc flou de voir quel intérêt aurait eu le Kremlin dans ce sabotage.
Le 27 mars 2023, la piste russe concernant le sabotage des gazoducs Nord Stream redevient d'actualité. Un convoi de six navires russes composé d'une frégate, d'une corvette, de deux remorqueurs de sauvetage, d'un navire de surveillance de Classe Alpinist et d'un navire de soutien aux sous-marins, le SS-750, équipé d'une grue et d'un mini-sous-marin AS-26 Priz, capable de plonger à 1 000 mètres ont été détectés autour du site du sabotage quatre jours avant qu'il ne se produise, d'autant que certains de ces navires se dirigeaient vers Bornholm à partir de Kaliningrad, avant qu’ils ne désactivent leur système d'identification automatique.
Fin avril 2023, l'armée danoise confirme disposer de photographies du navire SS-750 quatre jours avant le sabotage à proximité en mer baltique.
Andreas Umland, analyste au Centre d'études sur l'Europe de l'Est de Stockholm, considère la Russie comme le coupable « le plus probable ». Une implication de Kiev pourrait menacer le soutien des alliés, ce qui profiterait à la Russie. De plus, les gazoducs détruits pourraient aider Gazprom à éviter des demandes d'indemnisation pour du gaz non livré.

#### États-Unis
Une implication des États-Unis, qui a toujours été « un des adversaires les plus coriaces des gazoducs Nord Stream », est également envisagée. Les producteurs, fournisseurs et exportateurs de gaz naturel liquéfié sont les acteurs qui profitent le plus de cette situation, selon un expert en géopolitique interrogé par RFI qui a souhaité rester anonyme.
La Russie fait notamment référence à une déclaration de janvier 2022 de Victoria Nuland, Sous-secrétaire d'État américaine, et du président américain Joe Biden de février 2022, menaçant de mettre fin à NordStream en cas d'invasion de l'Ukraine, qui n'ont cependant jamais évoqué explicitement une possible attaque ou sabotage,,. 
Le 27 septembre 2022, l'ancien ministre polonais des Affaires étrangères et parlementaire européen Radek Sikorski tweete une photo de la fuite de gaz accompagnée du commentaire « Merci, les États-Unis », avant d'effacer ce tweet le surlendemain.
Le 30 septembre 2022, Vassili Nebenzia, le représentant permanent de la Russie au Conseil de sécurité de l'Organisation des Nations unies, suggère que les États-Unis seraient impliqués dans le sabotage, citant la présence d'un hélicoptère américain a proximité des gazoducs. Une analyse menée par la Deutsche Welle des données publiques du trajet de vol de l'hélicoptère indique cependant que celui ne s'est pas approché à moins de 9 et 30 kilomètres des points de fuites, concluant que l'allégation est « intenable et trompeuse ».
Dans un article publié sur son blog en 2023, le journaliste américain Seymour Hersh affirme que les États-Unis et la Norvège sont à l'origine du sabotage des gazoducs Nord Stream en citant une source unique et anonyme « ayant une connaissance directe de la planification opérationnelle ». Cette information est controversée,,, les autorités américaines, et norvégiennes démentent ces déclarations. La position de Seymour Hersh est également critiquée par les enquêtes de journalistes norvégiens, qui démontrent que les bateaux et bases mentionnés n'existent pas ou étaient en Norvège pendant le sabotage.

#### États européens
Le ministère russe de la défense accuse le Royaume-Uni d’être à l'origine des sabotages de Nord Stream. Il affirme que « des représentants d’une unité de la marine britannique ont participé à la planification, à la fourniture et à la mise en œuvre de l’acte terroriste en mer Baltique le 26 septembre afin de porter atteinte aux gazoducs Nord Stream 1 et Nord Stream 2 ». Le ministère britannique de la Défense dénonce ces « fausses affirmations… Cette histoire inventée en dit plus sur les disputes au sein du gouvernement russe que sur l’Occident ».
Le quotidien suédois Dagens Nyheter révèle, sans en tirer aucune conclusion, que dans les jours précédant le sabotage présumé des gazoducs Nord Stream 1 et 2 en mer Baltique, un navire de la marine suédoise se trouvait en mission tout près des deux emplacements où se sont produites les fuites de gaz. Puis, il a été localisé à la limite des eaux territoriales russes, juste en face de l’enclave russe de Kaliningrad, la veille de la découverte des fuites, constatées le 26 septembre. A plusieurs reprises, le navire suédois débranche son émetteur, comme le font souvent les bâtiments de guerre pour ne pas être toujours localisables. Le porte-parole de la marine suédoise confirme la présence d’un navire aux endroits indiqués mais ne fait aucun commentaire concernant les raisons de la présence de ce bâtiment dans ces zones.

## Conséquences
Nord Stream AG, l'opérateur de Nord Stream, déclare que les gazoducs ont subi des dommages « sans précédent » en une journée.
Les fuites n'ont affecté l'environnement que dans la zone où se trouve le panache de gaz dans la colonne d'eau et l'échappement du méthane et n'ont donc présenté aucun risque grave pour l’écosystème de la mer Baltique. Cependant, le méthane, principal composant des 328 000 tonnes de gaz naturel contenus dans les pipelines, est un puissant gaz à effet de serre (GES) dont le potentiel réchauffant est nettement plus important que celui du dioxyde de carbone.
Concernant la quantité de méthane qui s’est échappée dans la mer Baltique, les estimations varient assez fortement :
- Greenpeace estime que les fuites ont relâché dans l'atmosphère environ 230 000 tonnes de méthane.
- L'ONG Environmental Defense Fund estime plutôt cette quantité à 115 000 t de méthane, l'équivalent de 10 Mt de dioxyde de carbone, émissions annuelles de deux millions de voitures à essence[87].
- Les chercheurs du Commissariat à l'énergie atomique et aux énergies alternatives (CEA) évalue à environ 70 000 t la quantité de méthane relâchée, l'équivalent de 5,8 Mt de CO2, soit les émissions de la ville de Paris pendant un an[88].
- L’Office fédéral de l'environnement, en Allemagne, a calculé que les fuites entraîneraient des émissions d’environ 7,5 Mt  équivalent CO2, soit 1 % des émissions annuelles totales du pays (tous types de GES confondus).
- Selon une étude parue dans Nature en 2025, ce sont 465 000 t (avec un facteur d'incertitude de plus ou moins 20) de méthane qui ont été émises dans l'atmosphère, ce qui équivaut à 0,1 % des émissions anthropiques de méthane de l'année 2022[89]. Cette étude est le fruit d'un groupe de travail international mis en place par le programme des Nations-Unis pour l'Environnement (PNUE) et impliquant 68 chercheurs de différents organismes à travers le monde. Elle recoupe les estimations réalisées avec différentes méthodes, en particulier des mesures atmosphériques des stations du réseau ICOS, des observations satellites, des simulations numériques de l'écoulement dans les gazoducs (codes CATHARE et PBREAK), des sondes portées par un hélicoptère (HELiPOD[90]), ou encore les capteurs d'un planeur sous-marin[86].

Le 27 septembre 2022, les prix du gaz en Europe bondissent de 12 % après la diffusion de la nouvelle des pipelines endommagés,, malgré le fait que Nord Stream 1 n'a pas livré de gaz depuis août et que Nord Stream 2 n'a jamais été mis en service.
Le ministre danois de l'Énergie déclare que les fuites de gaz devraient se poursuivre pendant au moins une semaine. Selon les autorités suédoises, il faudra probablement une à deux semaines avant que les fuites soient arrêtées et que les pipelines puissent être inspectés en toute sécurité. Nord Stream AG, l'opérateur de Nord Stream, déclare le 27 septembre qu'il est impossible d'estimer quand l'infrastructure sera réparée.
Les navires pourraient perdre leur flottabilité s'ils pénétraient dans la zone et il pourrait y avoir un risque que les fuites de gaz s'enflamment au-dessus de l'eau et dans l'air. Néanmoins, il n'y a aucun risque associé à la fuite en dehors de la zone d'exclusion. La marine danoise et les garde-côtes suédois envoient des navires pour surveiller le rejet et éloigner les autres navires du danger, en établissant une zone de sécurité de 5 milles marins (9,26 km) autour de chaque fuite. Deux des navires sont le danois Absalon et le suédois Amfitrite, qui sont spécialement conçus pour fonctionner dans un environnement contaminé tel que des nuages de gaz.
La Norvège, désormais premier fournisseur de gaz de l'Union européenne, ainsi que le Danemark, annoncent qu'ils renforcent les mesures de sécurité autour de leurs infrastructures alors que des drones ont été détectés autour des plateformes pétrolières et gazières norvégiennes.

## Réactions politiques
La présidente de la Commission européenne, Ursula von der Leyen, écrit sur Twitter que « toute perturbation délibérée des infrastructures énergétiques européennes actives est inacceptable et conduira à la réponse la plus forte possible ».
En juin 2023, après que de nouvelles informations intensifient les soupçons en direction de l'Ukraine, Tagesschau.de rappelle que le fait que le gouvernement fédéral allemand, ainsi que d'autres gouvernements occidentaux, étaient apparemment au courant d'un éventuel plan d'attaque des auteurs ukrainiens est « politiquement particulièrement explosif », le quotidien allemand Die Zeit se posant la question si le gouvernement fédéral n'est pas au courant d'une piste concernant Kiev depuis un an. Selon Die Zeit, les nouvelles informations sur l'alerte précoce américaine jettent un éclairage différent concernant le débat public sur le soutien à l'Ukraine, les conséquences politiques restant encore « imprévisibles ».